# Já Que Você Não Me Quer Mais
Já Que Você Não Me Quer Mais é o primeiro single de trabalho do álbum Daqui pra Frente, da banda carioca Seu Cuca, lançado em 2005 pela gravadora Som Livre. É o single de maior sucesso da banda até então.
Foi com esta canção que a banda ficou conhecida nacionalmente, após fazer parte da trilha sonora da 12ª temporada do seriado Malhação, da Rede Globo, em 2005, como tema do personagem Urubu. Até hoje, seu videoclipe teve mais de 3 milhões de visualizações no YouTube.
Em 2006, a canção foi escolhida para fazer parte da coletânea Mandou Muito Bem, que apresenta novas bandas de muito sucesso com o público jovem, sendo posteriormente escolhida em 2007, juntamente às músicas "Rolé", "Pecado Capital" e "Onde Você Estiver", para fazer parte do álbum ao vivo Zero KM, gravado juntamente às bandas Dibob, Emoponto, Luxúria e Ramirez.

A canção também foi regravada em 2008 no álbum Seu Cuca ao Vivo, e em 2015 no álbum Seu Cuca 15 Anos ao Vivo.
| Download digital |                                |                |              |         |  |
| N.º              | Título                         | Compositor(es) | Produtor(es) | Duração |  |
| 1.               | "Já Que Você Não Me Quer Mais" | Matheus Santos |              | 2:30    |  |

## Versão de Dilsinho
Em 2013, a música foi regravada pelo sambista Dilsinho, que a colocou no Top 5 das rádios cariocas e no Top 10 na média nacional. O clipe desta versão foi lançado oficialmente no dia 12 de fevereiro de 2014. No dia 04 de março de 2014, ela foi uma das faixas escolhidas pela iTunes Store como seu “Single da semana” para ser oferecida gratuitamente, por uma semana, aos usuários da loja.

### Faixa
| Download digital |                                |              |         |  |
| N.º              | Título                         | Produtor(es) | Duração |  |
| 1.               | "Já Que Você Não Me Quer Mais" |              | 2:30    |  |